# Kérou
Kérou is een van de 77 gemeenten (communes) in Benin. De gemeente ligt in het departement Atacora en heeft een oppervlakte van 3.745 km². Kérou telt 100.197 inwoners (2013). De gemeente is opgedeeld in vier arrondissementen:
- Brignamaro
- Firou
- Kaobagou
- Kérou

Sinds 2014 vormt Kérou samen met Kouandé en Pehonco een gemeentelijk samenwerkingsverband (2KP). In 2020 werd Herman Imali Djetta burgemeester van Kérou.
Rond de dorpen Pikiré, Fêtêkou en Kaobagou met hun vruchtbare bodem wordt katoen geteeld.

## Geografie
Kérou ligt tussen de vlakte van Alibori in het oosten en het Atacoragebergte in het westen. In het noorden grenst de gemeente aan Burkina Faso. De gemeente ligt op een hoogte tussen 177 en 517 meter en bestaat grotendeels uit een schiervlakte. De Pendjari en de Mékrou stromen door de gemeente. Veel van de kleinere rivieren vallen droog in het droge seizoen. Het landschap bestaat voornamelijk uit bossavanne. In het noorden van de gemeente liggen enkele bosgebieden.
Het klimaat telt een droog seizoen van midden oktober tot midden april. De harmattan waait tussen december en midden maart. Een enkel regenseizoen valt tussen midden april en midden oktober. De gemiddelde jaarlijkse neerslaghoeveelheid bedraagt 1000 mm.

## Bevolking
In 2002 telde de gemeente 62.632 inwoners. In 2013 waren dit 100.197 inwoners.
De belangrijkste bevolkingsgroepen zijn de Bariba, Gourmantché, Dendi en Fulbe.
Opm: Bevolkingscijfers in duizendtallen
Bron: Kérou, Commune in Benin; 1979-2013: volkstellingen
Bron: Institut National de la Statistique Benin; 2013: volkstelling
- Virtual International Authority File: 7155767402827762839